# Ahmed Saad Osman
Ahmed Saad Osman (àrab: أحمد سعد عثمان)  (Bengasi, 7 d'agost de 1979) és un exfutbolista libi de la dècada de 2000.
Fou internacional amb la selecció de futbol de Líbia. Pel que fa a clubs, destacà al Club Africain.